# Chinalerche
Die Chinalerche (Calandrella dukhunensis) oder China-Kurzzehenlerche ist eine Art aus der Familie der Lerchen. Sie entspricht in ihren Körperproportionen der unter anderem in Südeuropa vorkommenden Kurzzehenlerche, als deren Unterart sie lange galt. Das Verbreitungsgebiet der Chinalerche liegt in Zentralasien. Sie ist dort eine ausgeprägte Art des Hochgebirges. Es werden keine Unterarten unterschieden.

## Merkmale
Die Chinalerche erreicht eine Körperlänge von etwa 15 Zentimetern. Der Schwanz ist im Vergleich zur Körperlänge relativ kurz. Sie ist sowohl auf der Körperoberseite als auch der -unterseite deutlich dunkler als die einzelnen Unterarten der Kurzzehenlerche. Die Flügellänge beträgt 9,3 bis 10,3 Zentimeter.
Die Körperoberseite ist dunkelbraun und kräftig gestreift. Die Körperunterseite ist hell gelbbraun bis isabellfarben. Über die Brust verläuft ein angedeutetes rötliches Brustband.

## Verbreitungsgebiet und Lebensweise
Die Chinalerche brütet in Tibet und in Zentralchina in einer Region, die zwischen dem 90° und 120° Ost liegt. Sie ist ein ausgeprägter Hochgebirgsvogel und unternimmt lange Frühjahrs- und Herbstzüge. Die Überwinterungsgebiete liegen im Zentralgebiet sowie im Süden von Indien. Der Lebensraum im Brutgebiet ist Hochlandsteppe. Sie kommt in Höhenlagen bis zu 5000 Metern vor. Die Nahrung besteht aus Insekten und Sämereien. Wie alle Lerchen ist auch die Chinalerche ein Bodenbrüter.

## Einzelbelege
1. ↑  Pätzold: Kompendium der Lerchen. S. 264.
2. ↑   Avibase zur Chinalerche (Calandrella dukhunensis)
3. ↑  Pätzold: Kompendium der Lerchen. S. 258.